# كين كوستا
كين كوستا (بالإنجليزية: Ken Costa)‏ هو مصرفي جنوب أفريقي، ولد في 31 أكتوبر 1949 في جنوب أفريقيا.